# Reactionary
Reactionary é o quinto álbum de estúdio da banda Face to Face, lançado em 6 de junho de 2000.
| Críticas profissionais                                                      | Críticas profissionais |
| Avaliações da crítica                                                       | Avaliações da crítica  |
| Fonte                                                                       | Avaliação              |
| --------------------------------------------------------------------------- | ---------------------- |
| allmusic                                                                    | [ 2 ]                  |
| Esta tabela precisa de ser acompanhada por texto em prosa. Consulte o guia. |                        |

## Faixas
Todas as faixas por Trever Keith e Scott Shiflett, exceto onde anotado.
1. "Disappointed" — 2:48
2. "Out of Focus" — 3:32
3. "What's in a Name" – 3:05
4. "You Could've Had Everything" (Keith) — 2:15
5. "Hollow" — 3:23
6. "Think for Yourself" (Keith) — 2:43
7. "Just Like You Said" — 3:06
8. "Solitaire" — 3:05
9. "Best Defense" (Keith, Parada) — 3:47
10. "Icons" — 3:18
11. "Shame on Me" — 3:13
12. "Estranged" (Keith) — 2:52

## Desempenho nas paradas musicais
| Parada musical (2000)            | Posição |
| -------------------------------- | ------- |
| Estados Unidos - Top Heatseekers | 16      |

## Créditos
- Trever Keith - Guitarra, vocal
- Chad Yaro - Guitarra, vocal de apoio
- Scott Shiflett - Baixo, vocal de apoio
- Pete Parada - Bateria